# Одоевский, Александр Иванович (сенатор)
Князь Александр Иванович Одоевский (1738—1797) — сенатор, тайный советник.

## Биография
Родился 6 (17) января 1738 года в семье Ивана Васильевича Одоевского и Прасковьи Ивановны Толстой, дочери графа Ивана Петровича Толстого.
Участвовал в выборах предводителя дворян в Московском уезде в 1767 году, но не был избран.
Был советником Ассигнационного банка.
Был назначен сенатором 5 апреля 1797 года.
Умер 21 ноября (2 декабря) 1797. Похоронен на Лазаревском кладбище Александро-Невской лавры.

## Семья

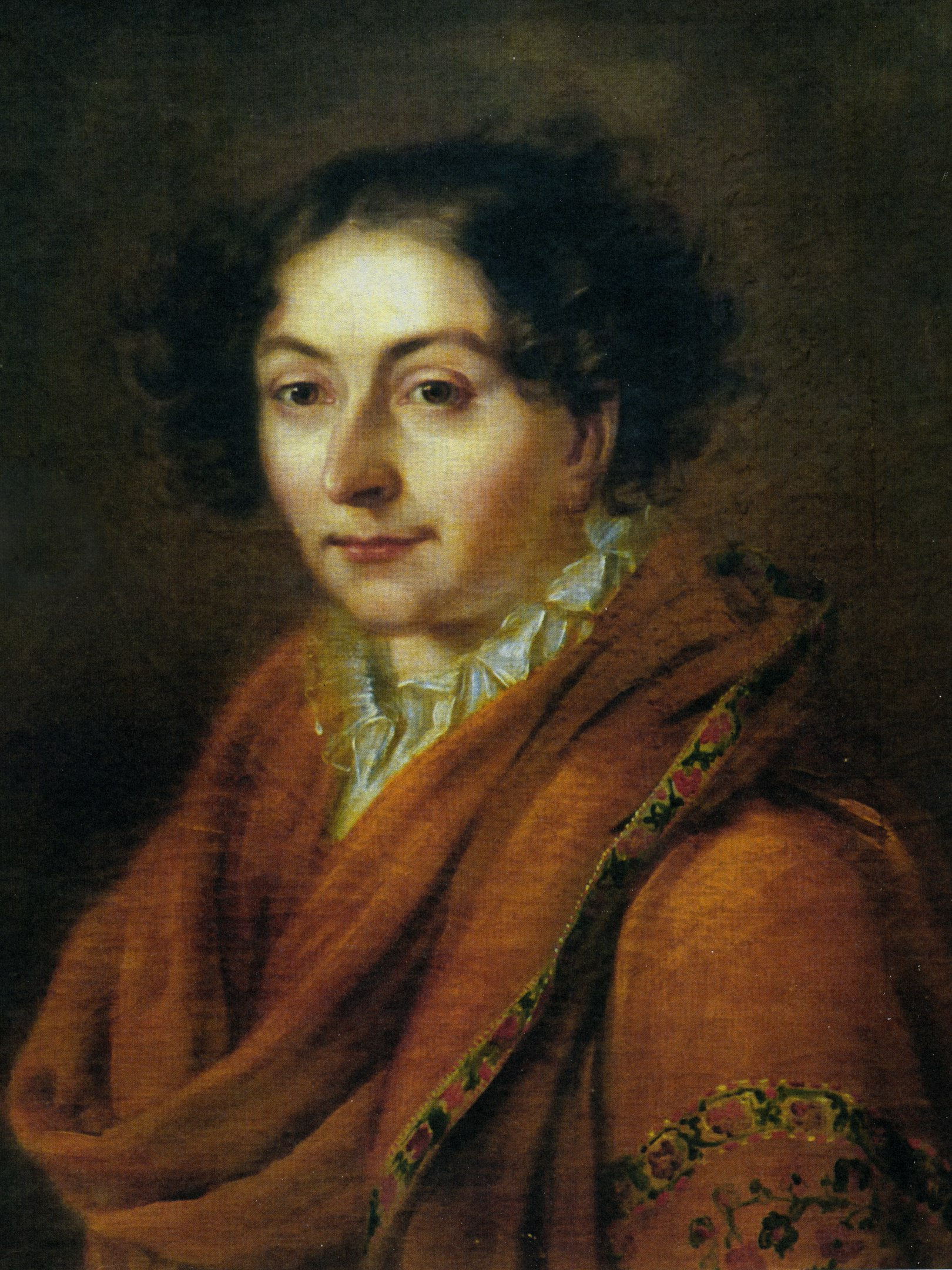
Варвара Александровна Ланская

Был женат на Марии Фёдоровне Вадковской (1751—1786), дочери генерал-аншефа Ф. И. Вадковского. У них родились две дочери:
- Прасковья (1769—1820), замужем за двоюродным братом Иваном Сергеевичем Одоевским
- Варвара[3], замужем за Дмитрием Сергеевичем Ланским